# Súng trường Gras
Súng trường Gras kiểu 1874 do Basile Gras thiết kế và là súng trường tiêu chuẩn của quân đội Pháp từ 1874-1886 với nhiều phiên bản. Súng trường Gras đã được quân đội Pháp sử dụng khi xâm lược Việt Nam cuối thế kỉ 19 và một số được trang bị cho lính thuộc địa người Việt. Do tình trạng thiếu vũ khí nghiêm trọng nên trong giai đoạn đầu Kháng chiến chống Pháp, súng trường Gras vẫn được Quân đội Nhân dân Việt Nam tận dụng để chiến đấu. Súng nạp đạn rời từng viên từ đuôi nòng nên được gọi là "khai hậu".

## Mô tả
Súng trường Gras sử dụng cỡ đạn 11mm và sử dụng thuốc súng đen có trọng lượng 25 gram. Là vũ khí mạnh mẽ và có thể sử dụng cận chiến tốt, nhưng không có ổ đạn, do đó chỉ có thể bắn một phát bắn sau khi nạp. Súng có thể được gắn lưỡi lê vào đầu nòng, cho nên được gọi là "1874 "Gras" Sword Bayonet". Về sau súng được thay thế bằng súng trường Lebel năm 1886 - khẩu súng trường đầu tiên sử dụng thuốc súng không khói. Trong khi đó, đã có khoảng 400.000 Gras súng được sản xuất.
Các hộp đạn Gras được sản xuất để đáp ứng với sự phát triển của hộp đạn thiết kế bởi Đại tá Boxer năm 1866 (hộp đạn Boxer), và những năm 1870 Đế quốc Anh dựa trên mẫu này để chế tạo khẩu Martini-Henry. Những người sau đó đã bắt chước theo súng này để làm ra những khẩu súng khác.
Quân đội Hy Lạp đã thông qua việc sử dụng Gras trong năm 1877, và nó được sử dụng trong tất cả các cuộc xung đột tới tận Chiến tranh Thế giới Thứ hai. Nó đã trở thành vũ khí được ưa chuộng của lực lượng du kích Hy Lạp, từ các cuộc nổi dậy khác nhau đối với Đế chế Ottoman cho kháng chiến chống Đức, và trở thành huyền thoại. Được thêm vào trong tiếng Hy Lạp, các grades  (γκράδες) là từ thông tục áp dụng cho tất cả các khẩu súng trường trong nửa đầu của thế kỷ 20. Được sản xuất bởi xưởng vũ khí d'Armes de Saint-Étienne, một trong những nhà máy sản xuất vũ khí của các chính phủ Pháp. Tuy nhiên hầu hết các súng Gras (60.000) được sử dụng bởi quân đội Hy Lạp đã được sản xuất theo giấy phép của Steyr ở Áo.
Súng trường Gras là một phần cảm hứng cho sự phát triển của súng Murata của Nhật Bản, loại súng đầu tiên được sản xuất và cung cấp trong nước của Nhật Bản.
Do tình trạng thiếu vũ khí trong Thế chiến thứ nhất, Pháp gửi 450.000 súng Gras cho Nga. Pháp cũng chuyển đổi 146.000 súng trường bắn 8mm Lebel trong năm 1914. Những khẩu Súng trường Gras đã được sử dụng bởi quân đội Hy Lạp tới tận cuối năm 1941 trong trận Crete.

## Súng trường Cao Thắng
Theo nhà sử học Việt Nam Phạm Văn Sơn, một tướng lĩnh Việt Nam trong cuộc khởi nghĩa Hương Khê tên là Cao Thắng, đã phụ trách sản xuất một phiên bản súng theo thiết kế "mẫu súng trường bắn nhanh năm 1874 của Pháp".
Thấy nghĩa quân trang bị thiếu thốn, Cao Thắng ngày đêm suy nghĩ cách chế được một khẩu súng trường dựa theo kiểu của Pháp. Một hôm, nghĩa quân phục kích, tiêu diệt một toán lính gồm hai viên quan Pháp và 15 lính Việt mang súng áp tải một hòm bạc để phát lương cho lính đóng ở đồn Phố Châu. Thu được 17 khẩu súng trường, hơn 600 viên đạn và mấy nghìn đồng bạc. Có súng Pháp, Cao Thắng đã tập trung những thợ rèn giỏi nghiên cứu và rèn đúc theo mẫu.
Đề cập đến việc Cao Thắng rèn đúc vũ khí, sử gia Phạm Văn Sơn viết:
Một sự khó khăn nhất bấy giờ đối với nghĩa quân là vấn đề vũ khí. Kinh nghiệm cho thấy gươm giáo, gậy guộc không chống nổi súng đồng...Cho nên Cao Thắng liền nghĩ cách chế tạo súng đạn...Trong một trận giáp chiến trên đường Nghệ An-Hương Sơn, Cao Thắng đoạt được 17 khẩu súng trường bắn mau của quân Pháp...Ông liền cho thợ rèn ở hai làng là Vân Chàng và Trung Lương (Hà Tĩnh) lấy súng làm mẫu... Sau mấy tháng ròng đúc được 350 khẩu như hệt kiểu súng năm 1874 của Pháp...
Cao Thắng đã tháo một khẩu súng ra thành từng mảnh, xem xét kích thước, công dụng của từng bộ phận, rồi đốc thúc thợ rèn cứ theo đúng kích thước mà làm, nếu hỏng thì rèn lại… cho đến kỳ được mới thôi. Sắt làm súng được thu gom trong nhân dân, còn vỏ đạn thì góp nhặt những mâm đồng, nồi đồng đập dẹp, dát mỏng mà cuốn lại. Thuốc súng thì dùng từ diêm tiêu đào tìm trong hang núi. Riêng nòng súng thì phải làm từ gọng ô. Sau hai tháng, Cao Thắng cùng với những người thợ đã chế tạo được 350 súng trường kiểu Pháp.
Đại úy Ch. Gosselin trong quyển sách L’Empire d’Annam (Đế quốc An Nam) đã viết: “Các khẩu súng kiểu 1874 này được sản xuất bí mật tại những địa điểm mà chúng ta không phát hiện ra được và với một khối lượng rất nhiều. Tôi đã mang về Pháp vài khẩu súng này, chúng giống về tất cả mọi phương diện so với những khẩu súng do các công binh xưởng của chúng ta sản xuất… Chúng chỉ khác với những khẩu súng của chúng ta về hai điểm mà thôi: Lò xo xoáy ốc được tôi chưa đủ và lòng súng không có xẻ rãnh; hậu quả của điều này là đạn đi không xa. Tuy nhiên, những khẩu súng này đã bắn chết rất nhiều binh lính và sĩ quan người Âu và binh lính người bản xứ”
Súng của Cao Thắng có 2 hạn chế: Đầu tiên, lò xo kim hỏa làm bằng gọng ô, chỉ bắn được 6 phát thì bị nhiệt độ cao làm yếu đi, không bắn được tiếp, nên cứ bắn 6 phát lại phải rót nước vào lò xo để bắn tiếp. Nhược điểm thứ 2 là nòng súng không có rãnh xoắn, nên độ chính xác thấp hơn súng nguyên mẫu. Dẫu vậy thì súng cũng đã vượt trội hơn súng hỏa mai và mọi loại súng nòng trơn nạp đạn từ miệng nòng hồi giữa thế kỷ 19, có nhiều điểm còn tiên tiến hơn súng trường Chassepot (loại súng mà quân Pháp sử dụng giai đoạn 1865-1873). Ở cự ly tác chiến dưới 200 mét thì súng Cao Thắng chỉ kém chút ít so với súng trường Gras Model 1874 mà quân Pháp dùng khi đó.
Le Normand ước lượng là tổng số vũ khí do nghĩa quân khởi nghĩa Hương Khê tự sản xuất và sử dụng cho đến 1895 là từ 1.200 đến 1.300 khẩu. Nếu tính cả số thiệt hại và phá huỷ do quân Pháp gây ra nhiều lần khi tấn công vào các căn cứ địa của nghĩa quân, thì tổng số vũ khí do nghĩa quân chế tạo được lên đến hàng ngàn khẩu. Sau khi đàn áp xong cuộc khởi nghĩa, tháng 1 năm 1897, thực dân Pháp đã thu được 403 khẩu súng, 328 nòng súng, 103 súng hỏa mai.

## Các quốc sử dụng
- Đệ tam Cộng hòa Pháp
- Argentina
- Canada  Quebec: Được sử dụng bởi Đội cận vệ gia đình Quebec và Zouaves của Giáo hoàng (Cả Lebel Mle 1914 Gras 11mm và sau đó là 8mm)
- Congo thuộc Bỉ: 15.000 khẩu súng trường được Force Publique mua trong Thế chiến thứ nhất , vẫn còn phục vụ cho các đơn vị tuyến hai trong Thế chiến II.
- Chile: Trong Chiến tranh Thái Bình Dương
- Nhà Thanh
- Colombia: Vài nghìn chiếc đã được mua vào cuối Thế kỷ 19. Chúng được sử dụng trong Chiến tranh Ngàn ngày, chống lại quân nổi dậy Panama và các cuộc xung đột dân sự khác nhau ở Colombia từ những năm 1920 đến những năm 1950.
- Đế quốc Ethiopia: Súng trường Gras được Quân đội Ethiopia sử dụng trong cả hai cuộc xâm lược của Ý, được quân đội không chính quy ưa chuộng. Hầu hết được tiếp thu từ tiếng Pháp.
- Hy Lạp: Súng trường Gras được Quân đội Hy Lạp sử dụng vào cuối năm 1941 trong Trận Crete.
- Haiti: Quân đội Haiti sử dụng súng trường Gras cho đến khi giải tán do chiếm đóng Thủy quân lục chiến Hoa Kỳ. Lực lượng kế nhiệm của quân đội, Lực lượng Hiến binh Haiti , sử dụng súng trường Gras cũ cho đến khi được thay thế vào năm 1916 bằng súng trường Krag–Jørgensen lặp lại.
- Ireland: Được sử dụng bởi Tình nguyện viên Ireland vào năm 1916.
- Hàn Quốc
- Monaco
- Montenegro: Mua từ Hy Lạp vào cuối thế kỷ 19
- Paraguay: 1300 bị phiến quân tự do đưa lậu vào năm 1904
- Ba Lan
- Đế quốc Nga
- Thái Lan: Một số được mua vào thế kỷ 19, trong Thế chiến thứ nhất, lực lượng viễn chinh Xiêm được người Pháp trang bị súng trường Gras được sửa đổi để bắn đạn balle D 8mm.
- Đệ Nhị Cộng hòa Tây Ban Nha
- Nhà Nguyễn: Nghĩa quân Việt Nam trong cuộc khởi nghĩa Hương Khê đã tạo ra được bản sao của Fusil Gras mle 1874. Tuy nhiên, họ không có nòng súng trường.
- Yemen: Vẫn được sử dụng ở Yemen năm 2002.
- Nam Tư
- Đế quốc Wassoulou: Chiến đấu trong cuộc chiến tranh Mandingo chống lại Pháp